# 李遷桂
李遷桂（？—？），河南洛阳人，明朝初期政治人物。

## 生平
元朝官员，后归顺。洪武二年，升任工部尚書，同年被免。